# Bernadette Perrin-Riou
Bernadette Perrin-Riou (Les Vans, Ardèche, 1 de agosto de 1955) é uma matemática francesa, que trabalha com teoria dos números e geometria algébrica.
Estudou a partir de 1974 na Escola Normal Superior de Paris (ENS; na época École normale supérieure des Jeunes Filles, atualmente fundida na ENS), onde obteve em 1979 o diploma (Thèse de 3ème Cycle) com Georges Poitou. Obteve um doutorado em 1983 na Universidade Paris-Sul em Orsay, orientada por John Coates, com a tese Arithmétique des courbes elliptiques et théorie d'Iwasawa.. Frequentou aulas de Roger Godement sobre funções módulo, que influenciaram a direção de suas pesquisas. A partir de 1978 foi assistente na Universidade Pierre e Marie Curie, onde foi em 1983 Maître de conférences (e no mesmo ano professora visitante na Universidade Harvard) e depois professora. Em 1994 foi para a Universidade Paris-Sul em Orsay.
Recebeu o Prêmio Ruth Lyttle Satter de Matemática de 1999. Foi palestrante plenário do Congresso Internacional de Matemáticos em Zurique (1994: p-adic L-functions).

## Obras
- Perrin-Riou P-adic L-functions and p-adic representations, American Mathematical Society 2000 (em francês: Fonctions L p-adiques des représentations p-adiques, SMF 1995)